# Râul Valea Lespezilor
Râul Valea Lespezilor este un curs de apă, afluent al râului Valea Brusturetului. 